# Leona Divide
Pour les articles homonymes, voir Léona.
La Leona Divide est une série d'ultra-trails organisée chaque année en Californie. L'épreuve principale se dispute sur un parcours aller-retour long de 50 milles au départ de Santa Clarita, en Californie. La première édition a eu lieu en 1992.

## Palmarès

### Course de 50 miles
| Édition | Date            | Hommes                                                  | Hommes                                                  | Hommes                                                  | Femmes                                                  | Femmes                                                  | Femmes                                                  |
| ------- | --------------- | ------------------------------------------------------- | ------------------------------------------------------- | ------------------------------------------------------- | ------------------------------------------------------- | ------------------------------------------------------- | ------------------------------------------------------- |
|         |                 | Rang                                                    | Athlète                                                 | Temps                                                   | Rang                                                    | Athlète                                                 | Temps                                                   |
| 1re     | 18 avril 1992   | 1er                                                     | Earl Towner                                             | 7 h 10 min 28 s                                         | 9e                                                      | Lorraine Gersitz                                        | 8 h 26 min 37 s                                         |
| 2e      | 17 avril 1993   | 1er                                                     | Tom Cheese                                              | 6 h 50 min 37 s                                         | 7e                                                      | Kathy Britcliffe                                        | 8 h 04 min 31 s                                         |
| 3e      | 16 avril 1994   | 1er                                                     | Ben Hian                                                | 6 h 37 min 54 s                                         | 4e                                                      | Evelyn Marshall                                         | 7 h 30 min 00 s                                         |
| 4e      | 15 avril 1995   | 1er                                                     | Ben Hian — 2e victoire                                  | 6 h 21 min 37 s                                         | 16e                                                     | Sherry Kae Mahieu                                       | 7 h 54 min 37 s                                         |
| 5e      | 20 avril 1996   | 1er                                                     | Ben Hian — 3e victoire                                  | 6 h 37 min 02 s                                         | 10e                                                     | Sherry Kae Mahieu — 2e victoire                         | 7 h 31 min 06 s                                         |
| 6e      | 19 avril 1997   | 1er                                                     | Ben Hian — 4e victoire                                  | 6 h 34 min 32 s                                         | 18e                                                     | Jennifer Henderson                                      | 7 h 59 min 03 s                                         |
| 7e      | 25 avril 1998   | 1er                                                     | Ben Hian — 5e victoire                                  | 6 h 41 min 25 s                                         | 11e                                                     | Sherry Kae Mahieu — 3e victoire                         | 7 h 54 min 00 s                                         |
| 8e      | 17 avril 1999   | 1er                                                     | Karl Meltzer                                            | 7 h 04 min 25 s                                         | 7e                                                      | Suzanne Brana                                           | 8 h 28 min 33 s                                         |
| 9e      | 15 avril 2000   | 1er                                                     | Scott Jurek                                             | 7 h 01 min 50 s                                         | 19e                                                     | Sena Hoodman                                            | 8 h 58 min 46 s                                         |
| 10e     | 14 avril 2001   | 1er                                                     | Scott Jurek — 2e victoire                               | 6 h 59 min 03 s                                         | 12e                                                     | Suzanne Brana — 2e victoire                             | 8 h 26 min 14 s                                         |
| 11e     | 20 avril 2002   | 1er                                                     | Scott Jurek — 3e victoire                               | 6 h 45 min 58 s                                         | 12e                                                     | Emma Davies                                             | 7 h 46 min 24 s                                         |
| 12e     | 26 avril 2003   | 1er                                                     | Jorge Pacheco                                           | 6 h 48 min 15 s                                         | 9e                                                      | Janice Anderson                                         | 8 h 19 min 07 s                                         |
| 13e     | 17 avril 2004   | 1er                                                     | Scott Jurek — 4e victoire                               | 6 h 46 min 19 s                                         | 16e                                                     | Emma Davies — 2e victoire                               | 8 h 34 min 43 s                                         |
|         |                 |                                                         |                                                         |                                                         |                                                         |                                                         |                                                         |
| 14e     | 22 avril 2006   | 1er                                                     | Jorge Pacheco — 2e victoire                             | 6 h 34 min 51 s                                         | 9e                                                      | Krissy Moehl                                            | 7 h 42 min 14 s                                         |
| 15e     | 21 avril 2007   | 1er                                                     | Jorge Pacheco — 3e victoire                             | 6 h 58 min 04 s                                         | 8e                                                      | Krissy Moehl — 2e victoire                              | 7 h 58 min 49 s                                         |
| 16e     | 19 avril 2008   | 1er                                                     | Jorge Pacheco — 4e victoire                             | 6 h 29 min 15 s                                         | 5e                                                      | Devon Crosby-Helms                                      | 7 h 44 min 18 s                                         |
| 17e     | 18 avril 2009   | 1er                                                     | Benjamin Berkowitz                                      | 6 h 47 min 08 s                                         | 3e                                                      | Krissy Moehl — 3e victoire                              | 7 h 25 min 37 s                                         |
| 18e     | 17 avril 2010   | 1er                                                     | Thomas Crawford                                         | 6 h 25 min 59 s                                         | 4e                                                      | Michelle Barton                                         | 7 h 19 min 04 s                                         |
| 19e     | 30 avril 2011   | 1er                                                     | James Bonnett                                           | 6 h 24 min 46 s                                         | 11e                                                     | Aliza Lapierre                                          | 7 h 37 min 56 s                                         |
| 20e     | 28 avril 2012   | 1er                                                     | Dylan Bowman                                            | 6 h 00 min 38 s                                         | 13e                                                     | Heather Fuhr                                            | 7 h 21 min 17 s                                         |
| 21e     | 27 avril 2013   | 1er                                                     | Rob Krar                                                | 5 h 53 min 51 s                                         | 8e                                                      | Melanie Peters                                          | 7 h 30 min 47 s                                         |
| 22e     | 26 avril 2014   | 1er                                                     | Jay Bonthius                                            | 6 h 53 min 27 s                                         | 10e                                                     | Kami Semick                                             | 7 h 54 min 58 s                                         |
| 23e     | 25 avril 2015   | 1er                                                     | Jorge Pacheco — 5e victoire                             | 7 h 36 min 19 s                                         | 7e                                                      | Rachel Ragona                                           | 8 h 36 min 00 s                                         |
| 24e     | 16 avril 2016   | 1er                                                     | Jesse Haynes                                            | 7 h 08 min 10 s                                         | 10e                                                     | Rachel Ragona — 2e victoire                             | 8 h 11 min 17 s                                         |
| 25e     | 22 avril 2017   | 1er                                                     | Rene Dorantes Ocampo                                    | 7 h 36 min 10 s                                         | 9e                                                      | Rachel Ragona — 3e victoire                             | 8 h 18 min 10 s                                         |
| 26e     | 14 avril 2018   | 1er                                                     | Peter Dawson                                            | 7 h 06 min 06 s                                         | 11e                                                     | Ellen Kenney                                            | 8 h 33 min 15 s                                         |
| 27e     | 6 avril 2019    | 1er                                                     | Wyatt Million                                           | 7 h 18 min 54 s                                         | 6e                                                      | Jian Springer                                           | 9 h 28 min 08 s                                         |
|         | 2020            | Édition annulée en raison de la pandémie de coronavirus | Édition annulée en raison de la pandémie de coronavirus | Édition annulée en raison de la pandémie de coronavirus | Édition annulée en raison de la pandémie de coronavirus | Édition annulée en raison de la pandémie de coronavirus | Édition annulée en raison de la pandémie de coronavirus |
| 28e     | 6 novembre 2021 | 2e                                                      | Joshua Moore                                            | 9 h 16 min 33 s                                         | 1re                                                     | Jill Thompson                                           | 8 h 34 min 47 s                                         |
| 29e     | 23 avril 2022   | 1er                                                     | Michael Eastburn                                        | 7 h 18 min 03 s                                         | 9e                                                      | Katherine Song                                          | 8 h 34 min 17 s                                         |
| 30e     | 23 avril 2023   | 1er                                                     | Clemons Makai                                           | 7 h 09 min 53 s                                         | 3e                                                      | Brianna Pagan                                           | 9 h 34 min 01 s                                         |